# Gorka Fraile
Gorka Fraile (Irun, 7 aprile 1978) è un ex tennista spagnolo.

## Statistiche

### Tornei minori

#### Singolare

##### Vittorie (11)
| Legenda tornei minori |
| Challenger (2)        |
| Futures (9)           |

| N.  | Data              | Torneo                           | Superficie  | Avversario in finale    | Punteggio           |
| 1.  | 23 luglio 2000    | Spain F2, Alicante               | Terra rossa | Marc López              | 7–6(1), 4-6, 6-2    |
| 2.  | 6 agosto 2000     | Spain F4, Gandia                 | Terra rossa | Iván Navarro            | 3-6, 7–6(6), 6-4    |
| 3.  | 20 agosto 2000    | Germany F12, Kassel              | Terra rossa | Henrik Andersson        | 6-4, 6-1            |
| 4.  | 31 agosto 2003    | Black Forest Open, Freudenstadt  | Terra rossa | Alexander Waske         | 3-6, 6-3, 6-4       |
| 5.  | 13 febbraio 2005  | Spain F2, Murcia                 | Terra rossa | Iván Navarro            | 6-1, 6-2            |
| 6.  | 27 febbraio 2005  | Spain F4, Cartagena              | Terra rossa | Mariano Albert-Ferrando | 6(7)–7, 6-1, 6-4    |
| 7.  | 30 ottobre 2005   | Spain F30, Sant Cugat del Vallès | Terra rossa | Xavier Pujo             | 7-5, 6-3            |
| 8.  | 4 dicembre 2005   | Spain F34, Pontevedra            | Terra rossa | Rui Machado             | 6-1, 6(1)–7, 7–6(3) |
| 9.  | 10 settembre 2006 | Genoa Open Challenger, Genova    | Terra rossa | Potito Starace          | 6-4, 3-6, 6-4       |
| 10. | 16 marzo 2008     | Spain F9                         | Terra rossa | Carlos Poch-Gradin      | 6-3, 6-4            |
| 11. | 13 aprile 2008    | Spain F14                        | Terra rossa | David Diaz-Ventura      | 7–6(6), 6-4         |

##### Finali perse (15)
| Legenda tornei minori |
| Challenger (6)        |
| Futures (9)           |

| N.  | Data              | Torneo                                 | Superficie  | Avversario in finale   | Punteggio        |
| 1.  | 26 luglio 1998    | Spain F3                               | Terra rossa | Juan Carlos Ferrero    | 2-6, 0-6         |
| 2.  | 11 luglio 1999    | Spain F1, Elche                        | Terra rossa | Albert Montañés        | 1-6, 4-6         |
| 3.  | 30 luglio 2000    | Spain F3, Dénia                        | Terra rossa | David Ferrer           | 3-6, 2-6         |
| 4.  | 3 dicembre 2000   | Spain F3, Maspalomas                   | Cemento     | Diego Hipperdinger     | 3-6, 3-6         |
| 5.  | 29 aprile 2001    | Algeria F1, Algeri                     | Terra rossa | Leonardo Azzaro        | 4-6, 5-7         |
| 6.  | 13 maggio 2001    | Germany F3, Neckarau                   | Terra rossa | Paul Baccanello        | 6-4, 2-6, 3-6    |
| 7.  | 29 aprile 2001    | Edinburgh Challenger, Edimburgo        | Terra verde | Kristian Pless         | 3-6, 3-6         |
| 8.  | 25 novembre 2001  | Spain F15, Gran Canaria                | Terra rossa | Kim Tiilikainen        | 6(7)–7, 3-6      |
| 9.  | 8 settembre 2002  | Kiev Challenger, Kiev                  | Terra rossa | Irakli Labadze         | 0-6, 6-4, 4-6    |
| 10. | 6 aprile 2003     | Spain F5, Castellón de la Plana        | Terra rossa | Guillermo García López | 0-6, 3-6         |
| 11. | 20 febbraio 2005  | Spain F2, Totana                       | Cemento     | Iván Navarro           | 4-6, 1-6         |
| 12. | 5 febbraio 2006   | Aberto de Florianópolis, Florianópolis | Terra rossa | Diego Junqueira        | 6-3, 1-6, 6(3)–7 |
| 13. | 11 giugno 2006    | Memorial Argo Manfredini, Sassuolo     | Terra rossa | Frederico Gil          | 3-6, 5-7         |
| 14. | 18 giugno 2006    | Kosice Open, Košice                    | Terra rossa | Nicolas Devilder       | 0-6, 1-6         |
| 15. | 10 settembre 2006 | Kranj Challenger, Kranj                | Terra rossa | Werner Eschauer        | 1-6, 0-6         |